# 飛ぶ教室 (漫画)
『飛ぶ教室』（とぶきょうしつ）は、ひらまつつとむによる日本のSF漫画作品。

## 概要
読み切りとして描かれた同名作品（後述）を元に、『週刊少年ジャンプ』（集英社）1985年5月27日号（第24号）から宮下あきらの『魁!!男塾』（第22号）、天沼俊の『すもも』（第23号）に続く新連載第3弾として開始され、第38号まで全15話が連載された。作品名はエーリッヒ・ケストナーの同名小説である『飛ぶ教室』からつけられたものであるほか、副題などにも児童文学からつけられたものがある。
埼玉の小学校を舞台として、その校庭に設置されていた核シェルターのおかげで核戦争を生き延びた小学生たちが核の冬に襲われつつある過酷な世界を学校での共同生活によって生き抜こうとする姿を描く作品となっている。後年、作者のひらまつが明かしたところによれば、ライフラインが整備されて資金があれば何でも買える便利な生活が無くなることを想像し、恐怖を覚えたことが本作の執筆動機になっているという。
後に発売されたひらまつの短編集『ミアフィールドの少女アニー』には、本作の主要人物の3年後の姿を描き「元気です。」と題されたイラストが掲載されている。
2015年7月16日には多数の要望を受け、復刊ドットコムから復刻された。同年10月3日には大阪のLoft PlusOne Westで「『飛ぶ教室』復刊記念 -子供たちの核戦争サバイバル- ひらまつつとむスペシャルトーク&サイン会」が開催されたほか、第2部を制作中であることが公表された。
2020年5月25日には『完全版 飛ぶ教室』が発売された。連載された全話に加え、読み切り版ならびに描き下ろしの第2部も3話掲載されている。そのあとがきにてひらまつは、今後も第2部を描き続けることを出版社や雑誌掲載などの詳細については、未定ながら公言している。2022年12月20日には全編書き下ろしの『完全版 飛ぶ教室　2』が発売され、2022年現在も続編を執筆中である。

## 世界設定
『飛ぶ教室』は、冷戦最中にある1980年代において198x年の近未来を舞台として描かれている。サバイバルの中情報が得られない設定となっているため、断定はされていないが核戦争の理由はアメリカ・ソ連どちらかの戦略核基地付近に隕石が墜落し、自動報復システムによって開始された物であり、その中でソ連の水爆が東京を襲ったのであろうと仮定されている。
主な舞台となるのは主人公のオサム達が通う埼玉第八小学校で、同校の校庭に関東に10箇所のみ作られた民間の試作シェルターの中の1つ・8号シェルターがあったため、偶然近くに居た1年3組の39人、4年2組の41人、6年2組の42人で合計122人の生徒と、6年2組の担任であった北川先生が生存することができた。校舎はシェルターを脱出後のオサム達の共同生活の場となっている。

## あらすじ

### 第1部
198x年9月3日、小学6年生の安田オサムはいつも通り彼女のみつ子と共に埼玉第八小学校（所在地は埼玉県G市S町、埼玉古墳群へは5㎞の距離がある）に登校すると、その日は校庭の大掃除が待っていた。その校庭には夏休みの間に試作の8号シェルターが作られていた。クラスメイトのタローとサトルが校庭の大掃除をさぼりシェルターの中へと忍び込んだことに気づいたサトル達は、担任の北川先生を呼び、タローを追っかけシェルターの中へと入って行く。そして警報機が鳴り、タイマーが2分を切っていることに気づく。急いでシェルターの近くに居た生徒をシェルター内へと避難させると、タイマーが切れるのと同時に東京に水爆が着弾し、衝撃で崩れた天井から生徒を救おうとして北川先生が怪我を負う。そして天井崩れによって北川先生は死の灰を浴びてしまうが、生徒達を不安にさせまいとこのことを隠し続ける。
外の放射能濃度の下がるのを待って1ヶ月をシェルターの中で過ごした後に外に出ると、見慣れたはずの風景は荒廃しており生存者を確認することは出来なかった。唯一の大人である北川先生も寝込んでいるため、6年生が中心となって学校での共同生活を始めるが、それは街の商店などから放射能で汚染されていない密封された食料や水を探し出しながらのサバイバル生活であった。
オサムとサトルは代表として他の生存者を求め、比較的近いO市とS市のシェルターの探索へと出かけるがO市のシェルターでは生存者を確認できなかった。土砂崩れによって閉じ込められたS市の7号シェルターを発掘すると、中に居たのは立花ユウ子とカオルの小学生姉妹と25人の乳幼児のみで、こちらのシェルターにも大人はいなかった。そしてその夜、劣悪な環境の中で衰弱していた乳児が1人死亡する。オサム達は7号シェルターのメンバーと共に第八小学校へと帰って行った。
先が長くないことを悟った北川先生は事後のリーダーを決めるため大統領選を提案し、サトルが選ばれる。そして北川先生は息を引き取り、北川先生の死を乗り越え子供達は再び歩み出す。

### 第2部
第2部は災害の日は19xx年9月3日に変更され、北川先生の死後から1ヶ月を過ぎた時点から話が始まる。「大いなる遺産の巻」（『飛ぶ教室完全版』収録）から「美月と空 冷却塔の二人の巻」（『飛ぶ教室完全版2』収録）が序章、「恐るべき事実の巻」（『飛ぶ教室完全版2』収録）からが本章とされている。

## 登場人物

### 埼玉第八小学校
安田 オサム（やすだ オサム）
6年2組。本作の主人公。どこにでもいる平凡な少年だが、逆境にくじけず頑張るひたむきさを持つ。両親と幼稚園児の妹との4人家族であったが、他の仲間同様家族の安否は不明。ただし母親が山梨へと疎開したことだけは自宅跡に残された手紙から判明している。ひらまつ自身がモデル。第2部では特定の責任者のポジションは設定されていないが、サトルの補佐的な役割を担うことが多く過労により倒れたサトルの代理を務めた。サトルの回復後も様々な場面で重要な役割を担うことが多い。
みつ子（みつこ）
6年2組。本名は松原みつ子で、オサムの彼女でオサムからは「みっちゃん」と呼ばれる。男勝りな少女で、一人称はボク。その明るさと元気で皆を引っ張っているが、オサムの前では涙を見せる等女の子らしい可愛い一面も見せている。見かけによらず心は繊細であり、帰宅するさいはナナミに同行をお願いする。モデルは本田美奈子。第2部での年齢は12才で、厚生大臣となる。
サトル
6年2組。本名は上村サトル。知識・統率力共にクラス一で、作者自身が「いるわけない」と言う様な理想的な少年。その能力から生徒達のリーダー格として信頼されており先生を補佐し続け、後には先生の提案による大統領選挙で圧倒的な票を集めて大統領となる。モデルは吉川晃司。第2部での年齢は12才。大統領の他、医学班長兼電気班副長となる。キヨシの緊急手術後に過労のため倒れ、10日間眠り続ける。愛菜という妹がいたが、水難事故で亡くしている。
タロー
6年2組。粗暴だが、行動力のある少年。みつ子といつも喧嘩している。タローが掃除をさぼってシェルターに忍び込んだために水爆の襲来を知ることができ、近くにいた生徒達が避難することができた。モデルは衣笠祥雄。第2部での年齢は12才。食料大臣となり、食料調達担当のリーダーとなる。家はみつ子の家の隣であり、喧嘩は幼少期からである。また母親はみつ子の母親とは同級生である。
ノボル
6年2組。食いしん坊だが、心優しく面倒見が良い少年。関西弁を喋る。モデルは笑福亭鶴瓶。第2部での年齢は12才。建設大臣となる。1年生への仔猫・仔犬の引き渡し、1年生恒例の埼玉古墳群への遠足では、引率責任者など1年生と関わることが多い。
北川ひろみ（きたがわ ひろみ）　　
6年2組の担任の女性教師。シェルターに入った中では唯一の大人。学校創設者の娘で、前任者の産休中の代理として1年前に赴任して来た。美人でスタイルも良く、凛とした性格で生徒からも慕われている。シェルターの非常口を確認しに地表近くまで上がった際に、誤って「死の灰」を浴びて被曝。作品は北川先生の死とそれを乗り越え再び歩み出す子供達により幕切れを迎える。第2部では故人となっているが、生前に核の冬を生きるための知識をまとめた47冊の未来ノートを残している。
アキラ
4年生（10才）。ハムの資格を持つ。サトルに無線機修理のための部品集めを依頼する。第2部では電気班に所属、風力発電の状況を説明する。後に通信班長となり、修復した受信機でシベリアからの重大なメッセージを受け取ったことをサトル、オサムに報告する。

#### 7号シェルター
第八小学校から比較的近いS市の公民館に設置されたシェルター。婦人会のおばさんと幼児や乳児ばかりが避難していたが、乳児達のためにと大人達が外にミルクを探しに出た所で入り口が塞がれてしまい、生存者を求めてオサム達が訪れた頃には子供しか中にはいなかった。生き延びた27人（就学児2人（立花ユウ子とカオル）、幼児18人、乳児7人）は脱出後第八小学校へと合流する。
立花 ユウ子（たちばな ユウこ）
夏風邪をこじらせ学校を休んでいたため、シェルターに避難することができた少女。オサム達と同じ小学6年生で閉じ込められ中では最年長。控えめながら、しっかりした性格で大人がいないシェルターで２週間もの間、乳幼児の面倒を見続けていた。ロングヘアが似合う楚々とした美少女。第2部での年齢は12才。服食大臣となり、炊事と裁縫担当のリーダーとなる。サトルに対して告白するが、2年後に大統領を解任されるまで返事を保留される
立花 カオル
ユウ子の妹。体が弱く、学校を休んでいたため姉と共にシェルターに避難することができた。第八小学校へ合流後もほとんどを保健室のベッドの上で過ごしている。心優しく純真な性格と姉に似た愛らしい容貌から皆から（特にタロー）可愛がられる。第2部での年齢は6才。学校のアイドル的存在、体が弱いため、専用の部屋で療養している。。1年生恒例の埼玉古墳群への遠足に同行したさい、黄金の守護精霊から自身の運命を知らされることになるが、そのことは潜在意識の奥に封印される。災害の日の2年前に河原で拾った犬（ジロ）、狼の巣に紛れ込んでいたモモンガ（モモ）を飼っていたが、ジロは穴に転落してしまったカオルを救うため命を落とす。
クミ
シェルターに閉じ込められた乳児。厳しい環境の中で衰弱し、オサム達がシェルターの入り口を開いたその日の夜に息絶える。

### 第2部から登場の人物

#### 埼玉第八小学校
城崎 キヨシ（しろさき キヨシ）
6年生。カメラ小僧。ジュンと共に様々な記録を写真で残す役割を担う。狼に右肩を咬まれ、サトルを中心とした医学班による血管縫合止血手術を受ける。
ジュン
6年生。カメラ撮影が得意で、キヨシと共に様々な記録を写真で残す役割を担う。
美歌、サツキ、大地
ロシア語翻訳チーム。謎のロシア語メッセージ（アナにより発信されたもの）を翻訳し、深夜に関わらずその内容をサトルに知らせる。翌朝、サトルとともにサンシャインビルから「花」の存在を確認し、謎のメッセージが事実であることを知る。
タツヤ
4年生（10才）。電気班長。和露辞典と放射能防護服入手ののため、オサム、タローとともに群馬県T市の外国語大学と中央病院へ向かう。
ナナミ
1年生（6才）。サンシャインビルの上階。の調査についてオサムとみつ子に許可を求める。みつ子と行動を共にすることが多い。
ツバサ、カイ
1年生（6才）。サンシャインビルの上階の調査に参加する。
綾辻 レナ（あやつじ レナ）
1年生（7才）。帰国子女。母親からピアノの英才教育を受けており、サンシャインビルから回収したグランドピアノでショパンのノクターンを演奏する。目立つことが嫌いでフードなどで顔を隠しているが、素顔は神秘的な美しさと気品さがあり、文化祭では多くの子供たちを驚愕させる。1年生恒例の埼玉古墳群への遠足では自身がサポートする条件でカオルを同行させ、ともに黄金の守護精霊からのメッセージを受ける。
リク
1年生（7才）。動物オタク。一年生への子犬・子猫引き渡しのさい紛れ込んだモモンガについて解説する
星 メグ（ほし メグ）
1年生（7才）。ジュン、トモ、シンジ、ユリと共同で北川先生の肖像画を描く。美術班の中心人物であり、扇形霊園の考案、町のジオラマの提案などをする。
ケント、しおり、太陽、アンリ、栄太、ミレイ
1年生。

#### F市大型冷却塔
東京都西部のF市の石油発電所の大型冷却塔を拠点にして生き延びた子供。ある奇跡によりオサム、みつ子、ノボルにより救出され、第八小学校へと合流する。
小向井 美月（こむかい みつき）
6才。災害の日は兄の空とともに都内の地下鉄構内にいた。構内に閉じ込められたが、3か月後に地上に脱出。東京都西部のF市の石油発電所の冷却塔を拠点として生活していた。瞳に星が描かれているのが特徴。
小向井 空（こむかい そら）
10才。妹の美月とともに冷却塔を拠点にしていたが、事故で重傷を負った。瞳に十文字が描かれているのが特徴。

#### その他
イリーナ・アナスタシア
愛称はアナ。ISSの唯一の生存者でウクライナ人。レナの提案で行ったサトルの全快祝いの花火の光を見て自分以外に生存者がいることを知って生きる希望を取り戻し、コンタクトを取ることにする。その際、重大なメッセージを送る。
シナモン
ISSのAI搭載ロボット。身長約30cm（推定）の人型ロボットであり、会話や表情は限りなく人に近く、喜怒哀楽の表情もする。アナにシベリア地下の無人基地経由でのコンタクトを提案する。尚、実際のISSにはAI搭載ロボットの「CIMON」がいたが、こちらは球体型ロボットである。
南条 塔次郎（なんじょう とうじろう）
群馬県T市の唯一の生存者であり、植物学者。研究していた知能をもつサラセニアと南米から持ち帰った食虫植物が核爆発により急速進化、T市を食人植物とゾンビが棲む都市へと変貌させてしまう。

## 読切版
1984年の『フレッシュジャンプ』（集英社）7月号に鷹沢圭の名義で掲載された同名読み切り作品。連載版のプロトタイプとなった。連載版『飛ぶ教室』のジャンプ・コミックス2巻に併録されている。
「7号シェルターは登場しない」といったいくつかの差異はあるが、既に設定はほぼ出来上がっており主な登場人物や大筋は連載版と同一。

## 書誌情報
- ひらまつつとむ『飛ぶ教室』集英社〈ジャンプ・コミックス〉、全2巻
  1. 1986年2月15日初版発行、ISBN 4-08-852169-2
  2. 1986年4月15日初版発行、ISBN 4-08-852170-6
- ひらまつつとむ『ミアフィールドの少女アニー』発行：創美社・発売：集英社〈ジャンプスーパーコミックス〉1991年10月14日初版発行、ISBN 4-420-13231-0
- ひらまつつとむ『飛ぶ教室』復刊ドットコム、全2巻
  1. 2015年7月16日発売 ISBN 978-4-8354-5225-8
  2. 2015年8月18日発売 ISBN 978-4-8354-5226-5
- ひらまつつとむ『完全版 飛ぶ教室』潮出版社
  1. 2020年5月25日発売 ISBN 978-4-267-02241-8
  2. 2022年12月20日発売 ISBN 978-4-267-02377-4